# Medfödda hjärtfel

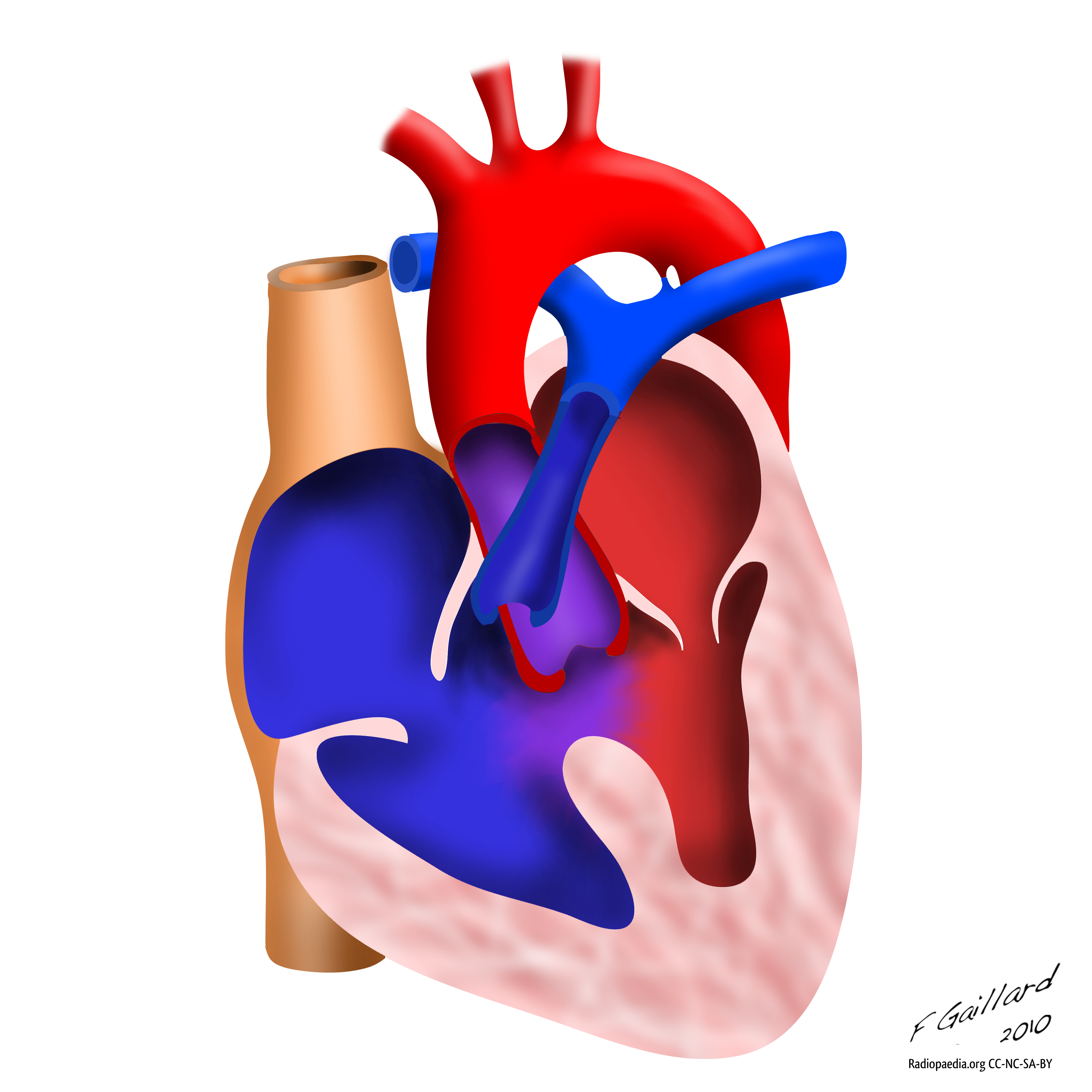

Medfödda hjärtfel är ett samlingsnamn för olika medfödda defekter i hjärtat och de stora blodkärlen till och från hjärtat. I Sverige föds idag ca 2 000 barn per år med hjärtfel. Det finns uträkningar som visar på cirka 1 000 eller en procent av barnen som föds. Faktaskillnaderna beror på vad man räknar som medfött hjärtfel. I världen är förekomsten ca 9 per 1000 födda barn.
Det finns ett stort spektrum av medfödda hjärtfel, från enkla defekter till en mycket komplex anatomisk avvikelse. Generellt i västvärlden minskar prevalensen av komplicerade hjärtfel, mycket beroende på den utvecklade fetala diagnostik som idag finns. Att redan i fosterstadiet få vetskap om ett komplicerat hjärtfel, gör även att man kan optimera den neonatala vården efter det specifika behovet, om valet är att fortsätta graviditeten. Det finns idag många olika hjärtfel beskrivna, och dessa kan också förekomma tillsammans i olika kombinationer. Flertalet patienter diagnosticeras i barndomen, men ett antal diagnosticeras först i vuxen ålder. Det finns hos vissa typer av hjärtfel en könsberoende dominans, där exempelvis ett hål mellan skiljeväggarna på förmaksnivå (ASD) och persisterande ducuts arteriosus (Pda) har högre prelatens hos kvinnor, medan aortaklaff-stenos och aortakoarktation dominerar hos män. Extrakardiella manifestationer är vanligt hos barn med avancerade hjärtfel och förekommer hos ca 25%. Genetiska avvikelser och syndrom är mer frekvent förekommande hos dessa.

## Etiologi
Ett kongenital hjärtfel orsakas av en avvikande embryonal utveckling, och det finns många faktorer som idag kan påverka detta såväl genetiska som miljömässiga faktorer samt en kombination av dess. Exempel på miljöpåverkan är Rubella (röda hund) hos modern, intag av Thalidomid eller Lithium under graviditet.

## Omhändertagande
Majoriteten av alla med medfödda hjärtfel kommer någon gång i livet behöva genomgå en operation. De allra flesta opereras redan i barndomen. I dag överlever drygt 90% till vuxen ålder. Detta är bland annat pga utvecklingen av kirurgiska tekniker, operationsmetoder och övrig teknologi som skett det senare 30-40 åren. Även det förändrade strukturella omhändertagandet efter och kring kirurgin samt att man idag anser att majoriteten av patienterna är korrigerade och ej botade, har bidragit. Flertalet barn som korrigeras i barndomen kommer behöva ett livslångt omhändertagande inom vården för att förhindra och upptäcka försämring i tid.  Ansvaret går således över från läkare inom barnkardiologi till särskilt inriktade kardiologer. Gruppen vuxna med medfött hjärtfel kallades fram till relativt nyligen GUCH (Grown up congenital heart disease) men en ny benämning, Adult congenital heart disease (ACHD) har införts och försöker implementeras för att få en internationell samstämmighet. Vuxna med medfött hjärtfel är idag en växande grupp och det finns idag ca 40 000 vuxna med medfött hjärtfel samt ungefär 30 000 barn.

## Klassificering och symtom
Enligt Europeiska riktlinjer från 2020 delas medfödda hjärtfel in efter komplexitet i mild, moderat och uttalad komplexitet. Ett exempel på en mild defekt kan vara ett enstaka hål i skiljeväggen mellan hjärtats förmak (ASD) eller dess kammare (VSD). Ett exempel på en uttalad komplex defekt är ett cyantoiskt hjärtfel.  Cyanotiska eller icke cyanotiska hjärtfel är en annan vedertagen uppdelning. Vid ett cyanotiskt hjärtfel blandas syrerikt och syrefattigt blod i hjärtat vilket gör att blodet som når kroppens övriga organ ej är fullständigt syresatt. Det finns även andra uppdelningar.                     
Variationen av medfödda hjärtfel och därmed dess varierande hemodynamiska påverkan på cirkulationen, gör att det symtomatiska spannet är mycket brett. En mild defekt behöver inte ge symtom förrän i vuxen ålder, emedan ett komplicerat medfött hjärtfel kan vara i behov av livräddande ingrepp direkt vid födelsen.                    

## Diagnostik
På dagens rutinultraljud som i Sverige sker kring v 18, kan misstanken om en defekt i hjärtat uppstå. Om så är fallet kan vidare diagnostik ske via avancerad fetal ekokardiografisk undersökning. Idag finns även en allt mer utvecklad fetal genetisk diagnostik, där foster DNA kan extraheras från modens blod via ett blodprov för att diagnosticera vissa kromosomavvikelser, ett så kallat NIPT-test( Non Invasive Prenatal Testing)  En del hjärtfel uppmärksammas i samband med läkarundersökning, då i form av ett blåsljud på hjärtat. I undantagsfall kan ett medfött hjärtfel diagnosticeras i vuxen ålder i samband med undersökning på grund av annan sjukdom.                                         

## Habilitering
Då flera barn med mer komplexa hjärtfel kan räddas till överlevnad finns idag ett ökat behov av habilitering. Omhändertagandet av hjärtsjuka barn och deras familjer ligger efter jämfört med omhändertagandet av barn och ungdomar inom andra sjukdomsgrupper. Många barn men även en del vuxna med medfött hjärtfel, är utöver specialistkardiologi i behov av andra insatser så som exempel sjukgymnast, dietist, arbets-/lekterapeut, specialistsjuksköterska, specialisttandläkare, logoped, kurator, psykolog eller andra specialistläkare. För många kommer det medfödda hjärtfelet att påverka flera stora val i livet så som yrke, familjebildning eller fysisk aktivitet.
Det finns idag begränsad evidens om uppföljningen av patienter med framförallt ett komplext medfött hjärtfel. Det saknas idag diagnos specifika uppföljningsprogram och rekommendationerna är oftast baserade på experters åsikter. Förhoppningen är att forskningen framgent kommer att ge oss bättre evidens kring omhändertagandet av denna viktiga växande population.                                           